# Jönköpings centralstation
Jönköpings centralstation (Jönköping C) – największy dworzec kolejowy w Jönköping, w regionie Jönköping, w Szwecji. Znajduje się w Juneporten, w dzielnicy zachodniej. Znajduje się tu 1 peron.
Obecny dworzec został wybudowany w 1983 i zastąpił starszy, zaprojektowany przez Helgo Zettervalla otwartego w 1864. SJ i gmina postanowiły wyburzyć stację w 1981 r. i zastąpić ją nowoczesnym terminalem. Kilka lat temu wybudowano nową poczekalnię dla autobusów i pociągów.
Banverket zamierza w przyszłości wybudować nową linię kolejową z Göteborga do Sztokholmu, przez Borås, Jönköping, Linköping i Norrköping. Na Götalandsbanan będzie prawdopodobnie zbudowana nowa stacja na południu Jönköping. Nowa linia kolejowa prawdopodobnie zostanie otwarta około 2020.

## Połączenia
- Alvesta
- Falköping
- Göteborg
- Halmstad
- Nässjö
- Skövde
- Sztokholm
- Töreboda
- Tranås
- Värnamo
- Växjö